# Abdus Sattar
Abdus Sattar (ur. 1 marca 1906, zm. 5 października 1985) – polityk i prezydent Bangladeszu. 
W 1957 pełnił funkcję ministra spraw wewnętrznych i edukacji Pakistanu. Po przejęciu władzy w wyniku zamachu stanu przez  Ziaura Rahmana i zabójstwie Mujibura Rahmana w 1977, Abdus Sattar został mianowany ministrem sprawiedliwości oraz wiceprezydentem kraju.
Po zabójstwie Ziaura Rahmana w maju 1981, Sattar pełnił funkcję tymczasowego prezydenta, następnie został wybrany na prezydenta w listopadzie tego samego roku. Obalony przez bezkrwawy zamach stanu pod dowództwem szefa armii Hosajna Mohammada Erszada 24 marca 1982 roku.